# النگ و دولنگ
النگ و دولنگ نام برنامه‌ای از گروه کودک و نوجوان است که در دهه ۷۰ خورشیدی از شبکه یک سیما پخش می‌شد. کارگردانی این برنامه را ایرج طهماسب بر عهده داشت و تهیه‌کننده این برنامه گیتی فر شفائی می‌باشد.عیسی یوسفی‌پور در نقش النگ و خسرو احمدی در نقش دولنگ بازی می‌کردند. در برخی از قسمتها هم افشین سنگ‌چاپ در نقش پسر همسایه ظاهر شده‌است. این سریال محصول سال ۱۳۷۰ می‌باشد.